# Emil Singer (Künstler)
Emil Singer (* 17. August 1881 in Gaya, Mähren; † nach dem 12. Mai 1942) war ein Maler, Radierer und Opfer des Holocaust.

## Biografie
Emil Singer wuchs mit seiner jüngeren Schwester Ella in einer jüdischen Handwerkerfamilie auf. Der Vater Wilhelm Singer war Sattler- und Tapezierermeister. Im Jahre 1891 zog er mit der Familie von Gaya (heute Kyjov) nach Brünn und eröffnete eine Sattler- und Tapezierwerkstatt. Emil besuchte die dreijährige Bürgerschule und die zweijährige Gremial-Handelsschule, an der er eine kaufmännische Ausbildung erhielt. Mit 16 Jahren arbeitete er in der Färberei von Sigmund Fluss, dessen Werk in der Zeile 38 gegenüber der Wohnung der Familie Singer in der Zeile 29 lag. Fluss war wie der Vater Wilhelm Singer Handwerker und Jude. Er hatte mehrere Filialen, eine davon in Wien, in der Emil arbeiten konnte, als er noch nicht volljährig nach Wien zog. Dort besuchte er ein Jahr die renommierte private Kunstschule Streblow in der Annagasse und vom Wintersemester 1902/03 bis zum Sommersemester 1906 die Grafische Lehr- und Versuchsanstalt, Sektion I für Photographie und Reproduktionsverfahren. In den Kursen arbeitete er mit Otto Trauner und zeitweise mit Gustav Böhm und Luigi Kasimir zusammen. Einige seiner ersten Bilder wurden in Schaufenstern in Brünn ausgestellt. 1904 wurde seine Lithographie eines Aktbildes aufgenommen in einer Sammlung der besten Semesterarbeiten der Graphischen Lehr- und Versuchsanstalt. Sein Professor Arthur Wilhelm Unger bildete 1906 zwei Lithographien von ihm in seinem Standardwerk „Die Herstellung von Büchern“ ab.
Nach der Ausbildung arbeitete Singer von 1906 bis etwa 1915 als Heliogravuretechniker in der Kunstanstalt Patzelt & Co. in der Lerchenfelderstraße und zeichnete Karikaturen für satirische Blätter. Im Dezember 1908 heiratete er Grete Manuel (1877–1942(?)) und zog in die Lerchenfelderstrasse 135, wo er mit seiner Frau über drei Jahrzehnte gegenüber bzw. neben der Kunstanstalt Patzelt wohnte. 1910 stellte er seine erste Radierung „Der Krautmarkt in Brünn“ im Wiener Künstlerhaus aus, es folgten 1911 die „Brünner Gemüsestände“ und die „Dominikanerrampe in Brünn“, 1912 der „Petersdom in Brünn“ und „Im Morgengrauen (Brünner Krautmarkt)“. Von 1913 an schuf er Radierungen mit Wiener Motiven. Er stellte seine Werke zuerst im Wiener Künstlerhaus aus, anschließend im Brünner Künstlerhaus. Er schuf elf großformatige Radierungen mit je fünf Motiven aus Brünn und Wien und einem Motiv aus Prag. Bis etwa 1920 waren seine Motive anmutige Plätze in Brünn und Wien, ab 1923 waren es vorwiegend repräsentative Gebäude und Sehenswürdigkeiten in Wien und Deutschland. Seine Werke befinden sich heute weltweit in 20 Museen und Sammlungen. Bekannt sind 103 Radierungen, fünf Ölbilder, drei Lithografien, zwei Aquarelle und sieben weitere Werke. Zahlreiche Abbildungen von Werken Emil Singers sind von Museen online gestellt, darunter vom Jüdischen Museum Prag (8), dem British Museum (3) und dem  Minneapolis Institute of Art (3).
Bereits 1936 hatte er Kontakte in USA und bot in seiner Preisliste Radierungen mit englischem Titel und amerikanischen Maßangaben an. Zwei Amerikaner, die ihn in Wien besuchten, stellten den näheren Kontakt in die USA her. Reginald R. Isaacs, der spätere Städteplaner und Biograf von Walter Gropius, verkaufte Singers Radierungen in den jüdischen Gemeinden von Minneapolis und St. Paul und schickte den Erlös nach Wien. Amos Deinard, ein blinder Anwalt und Bekannter von Isaacs, setzte sich bei hochrangigen Persönlichkeiten für das Ehepaar Singer ein, besorgte die Bürgschaften und bezahlte die für den 17. März 1941 vorgesehene Passage von Lissabon nach New York. Mit Hilfe von Victor Leffingwell, einem Arzt in Sharon in Pennsylvania, entstand auch dort ein Freundeskreis zur Unterstützung von Emil und Grete Singer. Philip Ellovich besorgte ein weiteres Mal die Bürgschaften und das Ticket für die Passage. Der Senator Joseph F. Guffey aus Minneapolis und der Kongressabgeordnete John G. Alexander aus Pennsylvania wandten sich an den amerikanischen Generalkonsul in Wien. Alexander erhielt am 21. Dezember 1940 die abschlägige Antwort, die Singers hätten keine Verwandten in den USA, die für sie aufkommen könnten und die beiden Sponsoren Amos Deinard und Viktor Leffingwell würden die Antragsteller nicht persönlich kennen. Die letzten elf Monate lebten Emil und Grete Singer in einem Zimmer einer Sammelwohnung in der Herminengasse 18. Am 12. Mai 1942 wurde das Paar nach Izbica deportiert und dort oder im Vernichtungslager Belzec ermordet. Singers jüngere Schwester Elvira (Ella) verh. Blum lebte in Brünn und wurde mit ihrer Familie ebenfalls Opfer des Holocaust.
Nach dem Krieg bat Ellovich einen amerikanischen Offizier in Österreich, etwas über das Schicksal der Singers herauszufinden. Der Pressedienst des Bundeskanzleramts teilte mit, dass die Singers in Polen „vermutlich den Tod durch Vergasen gefunden haben“. Der Wiener Kunsthändler August Eymer hatte Werke von Singer verkauft und 1965 gegenüber der Kuratorin der slowenischen Nationalgalerie angegeben, Emil Singer sei vor der NS-Verfolgung in die USA geflohen und in New York gestorben. Ed Leffingwell führte 1981 in Youngstown (Ohio) zum 100. Geburtstag von Emil Singer eine Gedächtnisausstellung durch; sein Artikel über die Ausstellung und Singers Briefe an Ellovich befinden sich in den Emil Singer Papers des Holocaust Museums in Washington. Singers Briefe an Reginald Isaacs wurden von dessen Sohn den Archives of American Art, Smithsonian Institute übergeben und befinden sich in den Reginald Isaacs Papers, Folders Emil Singer. Isaacs stiftete zu Beginn seiner Lehrtätigkeit an der School of Design in Harvard im Jahr 1954 den Studenten seines Fachbereichs den Emil Singer Memorial Prize for Graphic Presentation.